# Cinnamomum spurium
Cinnamomum spurium là loài thực vật có hoa trong họ Nguyệt quế. Loài này được Blume ex Lukman. miêu tả khoa học đầu tiên năm 1889.